# 千鳥のニッポンハッピーチャンネル
『千鳥のニッポンハッピーチャンネル』（ちどり - ）は、2019年11月29日からAmazonプライム・ビデオにて配信されているバラエティ番組。制作元は吉本興業およびYD Creation。

## 概要
もっと日本を幸せにしたい！そんな大義のもと、千鳥・大悟が立ち上げた仮想のオリジナルテレビ局で制作したVTRを、ノブとゲストととももに見ていくバラエティ番組。ノブは終始ツッコミをいれていくが、ゲストは次第に大悟の世界観に引き込まれていく。
2019年11月29日、3話を同時配信で放送開始。日本に今足りないものとして挙げた「トレンディ・ドラマ」を大悟が主演・監督で制作。タイトルは「ロング・ロード」。
第4・5回、除霊しないと災いが起こると言い出した大悟は自ら除霊しにいくロケ。
第6・7回、大悟から思わぬ告白を受けることになったスタッフは大悟を密着したドキュメンタリーを撮影する。

## 配信リスト
| 回数   | 初回配信回     | 企画                                                  | スタジオゲスト                      | VTR出演者 |
| ------ | -------------- | ----------------------------------------------------- | ----------------------------------- | --- |
| 第1回  | 2019年11月29日 | トレンディドラマ（前編）                              | 又吉直樹（ピース） 北原里英         | 足立梨花 津田篤宏（ダイアン） 吉川友 ユースケ（ダイアン） 黒田アーサー（特別出演、前編・後編のみ） 西岡徳馬（特別出演、中編・後編のみ） 肥後克広（ダチョウ倶楽部、中編・後編のみ） |
| 第2回  | 2019年11月29日 | トレンディドラマ（中編）                              | 又吉直樹（ピース） 北原里英         | 足立梨花 津田篤宏（ダイアン） 吉川友 ユースケ（ダイアン） 黒田アーサー（特別出演、前編・後編のみ） 西岡徳馬（特別出演、中編・後編のみ） 肥後克広（ダチョウ倶楽部、中編・後編のみ） |
| 第3回  | 2019年11月29日 | トレンディドラマ（後編）                              | 又吉直樹（ピース） 北原里英         | 足立梨花 津田篤宏（ダイアン） 吉川友 ユースケ（ダイアン） 黒田アーサー（特別出演、前編・後編のみ） 西岡徳馬（特別出演、中編・後編のみ） 肥後克広（ダチョウ倶楽部、中編・後編のみ） |
| 第4回  | 2019年12月6日  | 大悟が心霊スポットを除霊(前編)                        | 佐藤栞里 山内健司（かまいたち）     | 天津向 おのののか |
| 第5回  | 2019年12月13日 | 大悟が心霊スポットを除霊(後編)                        | 佐藤栞里 山内健司（かまいたち）     | 天津向 おのののか |
| 第6回  | 2019年12月20日 | ドラマ カニヤ(前編)                                   | 又吉直樹（ピース） 北原里英         | 津田篤宏（ダイアン） ユースケ（ダイアン） |
| 第7回  | 2019年12月27日 | ドラマ カニヤ(後編)                                   | 又吉直樹（ピース） 北原里英         | 津田篤宏（ダイアン） ユースケ（ダイアン） |
| 第8回  | 2020年1月3日   | 偉人が愛した絶品グルメマルッと食べ尽くしツアー!(前編) | 小島瑠璃子 村田秀亮（とろサーモン） | 濱家隆一（かまいたち） 都丸紗也華 |
| 第9回  | 2020年1月10日  | 偉人が愛した絶品グルメマルッと食べ尽くしツアー!(後編) | 小島瑠璃子 村田秀亮（とろサーモン） | 濱家隆一（かまいたち） 都丸紗也華 |
| 第10回 | 2020年1月17日  | 第1回お笑いサミット                                   | ダイアン、かまいたち                | ダイアン、かまいたち |

## スタッフ
- 総合演出：和田英智
- 構成：大井洋一、岸本尚久
- ナレーター：佐藤政道（第4 - 10回）
- 『ロング・ロード』『カニヤ』ドラマスタッフ
  - 撮影：平田修久
  - 美術プロデューサー：木村文洋
  - アートコーディネーター：村瀬大
  - 衣装：横田尊正
  - 持道具：土屋洋子
  - メイク：清家いずみ（『ロング・ロード』）、飯塚七瀬（『カニヤ』）
  - 助監督：信永浩志（『ロング・ロード』）
  - 作詞・作曲：Tetra Elstain（『カニヤ』）
  - 編曲：出羽良彰（『カニヤ』）
  - 音楽：仲西匡
  - 音楽プロデューサー：千田耕平、宮川阿子
  - 音響効果：森江亮太
  - 技術協力：ビデオフォーカス
  - キャスティングプロデューサー：壁谷悌之
  - 監督：吉田浩太（『ロング・ロード』）、室井岳人（『カニヤ』）
- CAM：小林孝至（第1 - 5回）、佐藤厚誠（第6・7回）
- AUD：後藤龍幸（第1 - 5回）、立元捺美（第6・7回）
- メイク：北原由梨
- 編集：林迪晴（第1 - 7回）、渡邉敬（第1 - 3回）、葉柴栄次（第4・5回）、藤田拓斗（第6 - 9回）、伊藤賢俊（第10回）
- CG：松下剛士
- オープニング音楽：doooo
- 整音・MA：中村貴明（第1 - 3回）、高橋誠一郎（第4 - 7回）、大浦克寿（第8 - 10回）
- 音響効果：西方裕弥
- 技術協力：スウィッシュ・ジャパン、フリーダム・オブ・ザック
- 衣装協力：Mimi GranT、LIP SERVICE（両社ともに第1 - 3・6・7回）
- 映像協力：Shutter Shock（両社ともに第1 - 3・6・7回）、Afio（第8・9回）
- 法務：小林良太
- プロジェクト経理：溝上篤史
- アシスタントディレクター：木村佳奈、長嶺由一郎、白木騎士、宮城大一郎
- ディレクター：落合圭太、小原靖広、木島雄大、三ヶ尻龍之介
- アシスタントプロデューサー：武藤佑樹、清原覚、伊東栄一
- プロデューサー：鈴木一慶、神田啓太
- チーフプロデューサー：神夏磯秀
- 制作協力：LARGEST ARMY
- 制作：吉本興業
- 製作著作：YDクリエイション